# Philipp Ernst Lüders
Philipp Ernst Lüders (6. oktober 1702 i Langballe – 20. december 1786 i Lyksborg) var provst i Munkbrarup provsti og en af de første danske agronomer, som støttede landboreformerne.
Lüders var søn af skovfoged og godsejer Carsten Lüders på Langballegård i det nordvestige Angel i Sønderjylland. Han læste teologi i Wittenberg og Jena og virkede fra 1730 til sin død i 1786 som hofpræst og provst i Lyksborg. Men han blev mest kendt som oplysningsmand og agitator for landboreformerne. 
Gennem årene publicerede Lüders mere end 50 skrifter om landbrugsemnerne. I 1756 udgav han en bog om kartoffelavl og udførte selv forsøg med den nye plante på sine jorder. Han uddelte prøver til bønder og kolleger i Angel og Sundeved og fik øgenavnet kartoffelprovst. Lüders var derudover også interesseret i den internationale litteratur og var medlem af flere litterære akademier i udlandet.
I juli 1763 stiftede Lüders den første landboforening i Angel under navnet Kongelige Danske Agerakademi. Foreningen skulle aktiv støtte landboreformerne. Det lykkedes Lüders også at få kontakt til Frederik 5. og indflydelsesrige kredse i København. Blandt foreningens medlemmer var for eksempel kongens overhofmarskal Adam Gottlob Moltke, som blev valgt til foreningens præsident. I 1769 havde foreningen 95 medlemmer, heraf var 52 præster og teologer. 
Lüders regnedes til de såkaldte fysiokrater, som så landbruget som den eneste produktion, der reelt kunne forøge statens rigdom.